# Вурманкас-Ядрино
Вурманка́с-Я́дрино (рос. Вурманкас-Ядрино, чув. Вăрманкас Етĕрне) — присілок у Чувашії Російської Федерації, у складі Ядринського сільського поселення Ядринського району.
Населення — 164 особи (2010; 229 в 2002, 421 в 1979, 484 в 1939, 480 в 1926, 423 в 1897, 312 в 1859).

## Історія
Історична назва — Ядрина. Засновано 18 століття як виселок села Знаменське (нині Ядрино). До 1866 року селяни мали статус державних, займались землеробством, тваринництвом. 1930 року створено колгосп «Дружба». До 1926 року присілок входив до складу Чиганарської та Ядринської, а до 1927 року — Малокарачкінської волостей Ядринського повіту, після переходу 1927 року на райони — у складі Ядринського району.

## Господарство
У присілку діють спортивний майданчик та 2 магазини.